# Мутала (річка)
Мутала (швед. Motala ström) — річка на півдні Швеції, у східній частині Йоталанду. Довжина річки становить приблизно 100 км, площа басейну без озера Веттерн — 6360 км², разом з озером Веттерн і річками, що в ного впадають — 15470 км² (15481,2 км²). На річці побудовано 8 ГЕС малої потужності.